# دریاچه قلعه‌دوز
دریاچه قلعه‌دوز (قزاقی: Қалатұз) یک دریاچه در استان پاولودار کشور قزاقستان است.